# 강경애
강경애(姜敬愛, 1906년 4월 20일∼1944년 4월 26일)는 일제강점기 황해도 출신 여성 소설가, 작가, 시인,  여성운동가, 노동운동가, 언론인이다. 필명은 '강가마'이다.
1921년 평양 숭의여학교에 입학했다가 두 해 뒤, 동맹 휴학과 관련하여 퇴학당한 후, 동덕여학교에서 1년 정도 수학했다. 1924년 문단에 데뷔하였으나 여성 작가에 대한 혹평과 외면을 당하기도 했다. 1927년에는 신간회, 근우회에 참여하였고, 근우회 장연군지부의 간부로 활동했다. 1931년 조선일보에 독자투고 형식으로 소설 '파금'을 연재하였고, 잡지 《혜성 (彗星)》에 장편소설 '어머니와 딸'을 발표하였다.
1932년에는 간도(間島)로 이주, 잡지 북향지의 동인이 되었다. 이후 1934년 동아일보에 연재한 장편 '인간문제'가 히트를 쳐서 명성을 얻기도 했다. 1939년부터는 조선일보의 간도지국장을 지내기도 했다. 시인이자 국문학자, 영문학자인 양주동의 한때 연인이었으며, 남편은 장하일(張河一)이다. 한편,김좌진의 암살 의혹을 받는 김봉환의 연인이란 의혹이 제기되기도 했다.

## 생애

### 젊은 시절

#### 생애 초반
강경애는 황해도 송화군 출신으로, 1906년 4월 20일에 가난한 농민의 딸로 태어났다. 출생연도는 정확하지 않아 1906년생 설, 1907년생 설, 1905년생 설, 1902년생 설, 1908년생 설 등이 있다. 위로는 언니가 몇 명 있었다고 한다. 어릴 때인 1911년 부친을 여읜 뒤 후처로 들어가는 모친의 재혼으로 장연(長淵)으로 이주하였다.
유년기에 대해서는 자세히 알려지지 않았다. 일찍이 고아가 됐고, 기성 문단의 배척을 받은데다가 한때 그의 내연남이었던 김봉환이 김좌진 암살 의혹을 받은 점 등 때문에 관심사 밖으로 밀려나면서 제대로 조명되지 않았다.

#### 학창 시절
1920년 평양 숭의여학교에 입학하였다. 이후 강경애는 당시 평양의 학생운동 조직인 <친목회>, <독서조> 등에 참여하였다. 1922년 숭의여학교 3학년 재학 중 동맹휴학에 가담한 관계로 1923년 초 퇴학 처분을 받았다. 1923년의 문학강연회에서 양주동을 만나 가까워졌고 이후 그의 연인이 되었다. 1923년 경성부의 동덕여학교 4학년에 편입하여 약 1년간 수학하였다.
1924년 양주동 등이 참여한 잡지 금성지에 '강가마'라는 필명으로 단편 시 '책 한 권'을 발표했다. 그해 9월 언니가 운영하던 장연 서선여관에서 지내면서 문학 공부에 전념하였다. 그해 무산 아동을 위한 흥풍야학교를 개설, 1929년 다른 사람에게 인수할 때까지 이곳에서 학생들과 농민들을 가르쳤다.
1924년 9월 고향으로 되돌아가 야학에 참여하며 농민들을 지도했다. 1925년 형부의 도움으로 다시 숭의여학교에 복학하여 공부했으나 중퇴하였다. 1927년에는 신간회에 참여하고, 그해 5월에 여성 조직인 근우회가 결성되자 근우회에도 가담하였다.

### 논설, 문학 활동

#### 문학 데뷔 초반
1929년 말부터 1931년 초에 이르기까지 조선일보에 독자투고 형식으로 4편의 글을 게재했다. 1931년 조선일보에 단편소설 「파금(破琴)」을, 그리고 같은 해 장편소설 「어머니와 딸」을 『혜성』(1931)과 『제일선』(1932)에 발표하면서 문단에 데뷔하였다. 강경애는 1931년 단편소설 ‘파금(破琴)’으로 문단에 데뷔했으며 장편소설 '어머니와 딸' 을 발표함으로써 작가로 인정받았다. 그러나 중앙 문단에는 나서지 않고 가정에서 글을 썼다. 불우한 가정 환경과 극한의 궁핍, 서울 중심의 중앙 문단과는 동떨어진 생활 등 강경애는 식민지 시기 다른 여성 작가와는 다른 환경에서 출발했다. 대부분의 여성들이라면 자기 정체성을 세우는 성찰의 시간도, 글을 쓸 만한 시간과 공간도 가지지 못한 불우한 환경을 극복하며 논설과 소설을 지었다.
그녀가 양주동과 함께 고향 장연을 떠나 경성의 ‘금성’사에서 동거를 하며 문학공부를 했던 것이 1924년이었다.

#### 연애와 결별
1924년 그는 양주동과 함께 금성사 근처에서 동거하였으나 반 년 만에 결별했다. 그녀가 당시 심경에 대해 직접 언급한 적은 없지만 다음의 글은 이후 그녀가 양주동을 어떻게 생각했는지를 보여준다.
“군의 평론을 보아 나가다가 끝까지 보아야 또 그 소리이기 때문에 그만 중도에서 내던지고 말았으나 그 내용과 주장이 여전히 이전치의 재탕이다. (…) 첫째는 그 평론에 우월적 태도가 노골 보이는 것과 둘째는 자기 선전 도전의식을 은연히 나타내고 있다는 것이다. 그것을 다시 상세히 말하면, 군의 문단 좌우파를 초월한 고답적 지위에 있어가지고 양 파를 두 손으로 주무르려는 듯한 우월적 태도가…”(강경애, ‘양주동군의 신춘평론-반박을 위한 반박’, 조선일보, 1931.2.11).
강경애는 양주동이 쓴 평론에 대해 이처럼 신랄하게 비판했다. 끝까지 읽을 필요도 없는 예전 글의 재탕이고, 우월의식과 동시에 인정 욕망으로 유명한 사람들과 논쟁을 하고 싶어 하는 글이라는 것이었다. 그녀는 한때 사랑하고 존경했던 이에 대해, 어쩌면 경성의 문단 생활 전체에 대해 환멸을 느꼈던 듯하다. 한편 그의 연애 편력을 문제삼아 그의 작품은 문단으로부터 외면당하기도 했다.

#### 결혼과 이주
강경애는 양주동과 헤어진 뒤 고향에서 지내다 1929년 근우회 황해도 장연군 지회의 간부로 활동하였다. 그해 <조선일보>에 독자투고로 평론 '염상섭씨의 논설 '명일의 길'을 읽고'를 발표하였다.
1931년 6월 장하일(張河一)과 결혼해 간도로 이주한 뒤에는 다시는 경성으로 돌아가지 않았다. 1931년 8월부터 조선일보에 단편소설 '파금 (破琴)'을 연재하였고, 그리고 같은 해 혜성지에 장편소설 '어머니와 딸'을 발표하여 1932년 12월까지 연재하였다.
1932년 소설 제일선을 출간하였다. 안수길, 박영준 등과 함께 잡지 《북향 (北鄕)》지의 동인으로 참여했다. 강경애는 국내외, 간도에서 반만 항일투쟁을 벌인 사람들의 삶의 실상과 하층민들의 불우한 현실 등을 있는 그대로 독자에게 알리는 것을 작가로서의 자신의 의무로 생각했다. 그는 자신의 소설작품에 현실적인 문제를 반영시켰다.

### 생애 후반

#### 소설 전업 활동

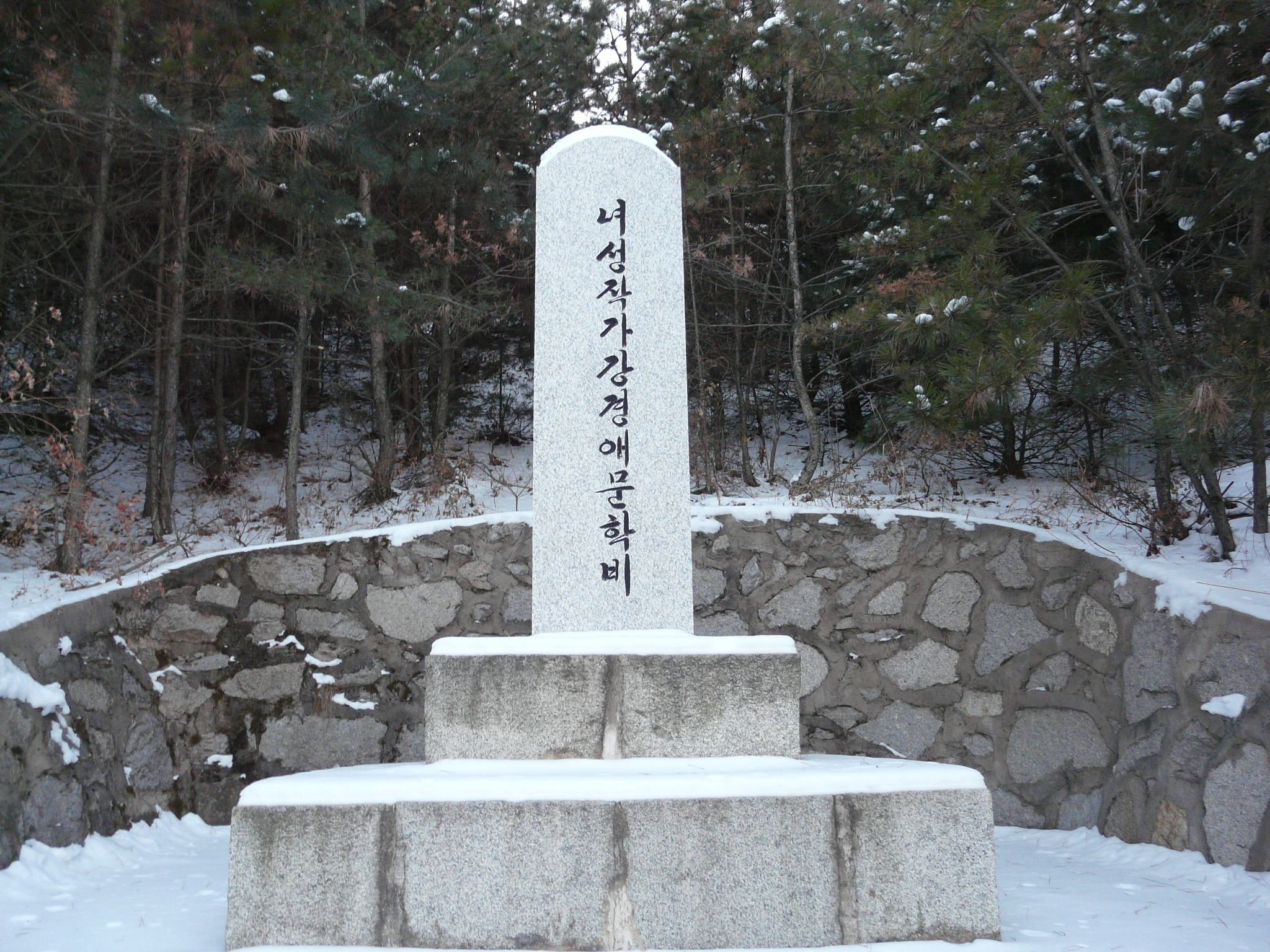
용정시문학예술계연합회 조선-한국문학연구회가　중국・용정에　세운 강경애문학비(1999년 8월 8일)

1932년 만주 룽징으로 이주한 뒤 일제와 지주, 기업인들에게 착취당하는 민중의 삶을 묘사하는 사회성 강한 작품을 썼다. 한편, 이 시기에 만주의 사회주의자인 김봉환과 내연관계를 맺었다는 주장도 있는데 김봉환은 박상길, 박성실 등과 함께 김좌진을 암살한 용의자로 지목된 인물이다. 다만 김봉환의 실제 애인은 고려공산당 여자선전부원인 김경애이며, 이름이 같아 강경애로 오인한 것이란 주장도 있다. https://www.khan.co.kr/article/201201131928145
1933년 3월 단편소설 '부자 (父子)'를 발표하였고, 9월에는 소설 '채전(菜田)'을 발표하였다, 1934년 2월 일본군의 잔혹한 토벌을 묘사한 소설 '유무 (有無)'를 발표했다가 잠시 피신있다 같은 해 5월 장편소설 '소금' 등을 발표했고, 장편 소설 인간문제를 8월부터 동아일보에 연재했으며, 10월에는 소설 '동정 (同情)'을 발표했다.
1934년 특히 최하층 여성의 삶을 통해 식민현실과 계급차별의 모순을 고발한 장편소설 ‘인간문제’가 역작으로 꼽힌다. 1936년 일본인 노동자와 식민지 조선 노동자의 연대 문제를 일본어로 쓴 소설 '장산곶'을 오사카 마이니치 신문에 연재하였다. 그밖에 칼럼과 시론을 통해서도 하층민의 비참한 현실, 막대한 소작료를 거둬가는 악덕 지주, 월급을 받지 못하고 쫓겨나고도 누군가에게 하소연할 수 없는 노동자들의 현실 등을 있는 그대로 표현하였다.
1937년 2월 어둠, 그해 11월 소설 마약을 발표하고, 1938년 5월 소설 '검둥이'를 발표하였다. 1939년 조선일보 간도지국장을 역임하기도 했다.

#### 최후
어려운 살림살이와 병고, 그리고 중앙문단과 멀리 떨어져 있다는 불리한 여건에도 불구하고, 준열한 작가정신으로 식민지 한국의 빈궁문제를 작품화하는 데 힘썼다. 그러나 풍토병과 과로로 건강이 나빠지면서 1942년 남편과 함께 간도에서 귀국하여 황해도 장연에서 요양하다가 1944년 4월 26일에 사망했다. 일설에는 1943년에 사망했다는 설도 있다.

### 사후
사후 사회에 비판적인 작품경향을 부담스럽게 여기는 풍토와 김좌진의 암살의혹을 받던 김봉환의 내연녀라는 의혹 때문에 저평가, 외면당하다가 1980년대 와서 그의 작품에 대한 한글 번역과 그의 소설, 시에 대한 작품성에 대한 연구가 진행되기 시작하였다. 대한민국 문화관광부는 강경애를 2005년 '3월의 문화인물'로 선정했다.

## 작품성
작품 세계의 주요한 특징은 어린 시절의 극심한 빈곤 체험과 국내의 빈민층의 현실을 사실적으로 묘사하였다. 그의 작품은 당시 시대상과 민중들의 삶을 있는 그대로 묘사하되 미화나 군더더기가 없다는 특징이 있다. 일련의 작품 가운데서도 '인간문제'와 '지하촌'은 강경애를 특이한 작가의 한 사람으로 지목하게 한 문제작이다. '인간문제'는 사회의 최하층에 속해 있는 사람들의 비극적 삶을 그렸으며, '지하촌'은 극한적인 가난과 궁핍, 기아 속에서 사람이 얼마만큼 악해지고 비참해질 수 있는가 하는 문제를 지적, 상세히 묘사하여 당대에도 화제가 되었다.

## 논란과 의혹

### 김좌진 암살 논란
정부가 강경애를 2005년 3월의 문화인물로 선정한 뒤에 그가 김좌진(金佐鎭)을 암살한 공범이라는 주장이 제기됐다. 이선우(전 국가보훈처 보훈선양국장) 씨가 "김좌진 장군 장례 대변인을 맡기도 했던 이강훈(李康勳) 전 광복회장이 생전에 증언한 내용"이라며 "강경애는 김 장군 암살을 교사한 김봉환(金奉煥)과 내연의 관계로, 일본 경찰에 공산주의운동을 한 혐의로 체포된 뒤 변절해 김좌진 장군 암살을 공모했다"고 주장한 것이다.
하지만, 신용하 서울대 명예교수의 주장을 근거로 김좌진 암살 배후는 일제가 아니며, 따라서 김봉환이 일제의 회유로 김 장군 암살을 교사한 것은 사실이 아니라는 반론도 있다. 또한 김봉환의 동지는 여러 정황상 고려공산당 소속 김경애라는 주장도 있다. https://www.khan.co.kr/article/201201131928145

## 작품
- 《염상섭씨의 논설 '명일의 길'을 읽고》 (1929), 평론
- 《파금》 (1931), 단편
- 《어머니와 딸》 (1931.08~12), 장편
- 《혜성》 (1931)
- 《그 여자》 (1932.09)
- 《제일선》 (1932)
- 채전 (菜田, 1933.09), 단편
- 《축구전》 (1933), 단편
- 《부자》(1933), 단편
- 《유무 (有無)》(1934.02)
- 《소금》 (1934.05)
- 《동정》 (1934.10)
- 《인간문제》 (1934.08~12), 장편
- 《모자 (母子)》 (1935.01)
- 원고료 이백원 (原稿料 二百圓, 1935.02), 단편
- 《해고 (解雇)》 (1935.03)
- 《번뇌》 (1935.06~07)
- 《지하촌》 (1936.03)
- 《산남 (山男)》 (1936.08)
- 《장산곶》 (1936)
- 《어둠》 (1937.01~02)
- 《마약》 (1937.11)
- 《검둥이》 (1938.05)

## 평가
그는 카프 조직과 직접적인 관련을 맺지 않으면서도 식민지적 갈등과 모순에서 계급 문제를 읽어내고 그것을 사실적으로 형상화해 낸 특이한 작가로도 평가된다.

## 기타
강경애는 박화성(朴花城)과 더불어 당대에 “프로문학 진영의 두 수준 있는 문학작가”라는 평을 받은 전업 소설가였다. 나혜석, 허정숙 등 시, 그림, 소설 등을 겸하던 다른 여성 문인들과 달리 소설에만 전업하였다.
일제강점기 후반의 흉년과 세계적 경제 공황, 물자 강제 징집 등 극한적인 빈궁상이라는 사회상을 자신의 작품에 사실적 기법으로 상세히 반영, 묘사한 점에서 1930년대, 1940년대 초 문학의 독특한 위치를 차지하는 것으로 평가되며 당시의 시대상을 엿볼 수 있다.

## 같이 보기
| - 페미니즘 - 사회주의 - 노동운동 - 여성 해방 운동 - 한족총연합회 - 북로군정서 - 금성 - 양주동 - 이광수 - 김봉환 - 박상실 - 김일엽 - 김명순 - 김좌진 - 박인식 - 박헌영 - 김동인 - 염상섭 | - 신간회 - 근우회 - 조선일보 - 사상의 자유 - 표현의 자유 - 김원봉 - 김진익 - 박화성 - 송계월 - 장건상 - 최창익 - 정칠성 - 정종명 - 주세죽 - 허정숙 - 황신덕 - 김활란 - 현진건 | - 나혜석 - 박인덕 - 김활란 - 차미리사 - 허헌 - 황애덕 - 임영신 - 알렉산드라 콜론타이 - 판위량 |

## 참고 자료
- 김복순, 〈강경애의 프로-여성적 플롯의 특징〉, 한국현대문학연구회, 《한국현대문학연구 25》, (한국현대문학연구회, 2008)
- 한만수, 〈강경애 '소금'의 복자 복원과 검열 우회로서의 "나눠쓰기"〉, 동국대학교 한국문화연구소, 《한국문학연구》, (동국대학교, 2006)
- 송명희, 〈강경애 문학의 간도와 디아스포라〉, 한국문학이론과비평학회, 《한국문학이론과 비평 12》, (예림기획, 2008)

## 관련 서적
- 강경애, 《강경애 전집》 (이상경 역, 소명출판, 2006)
- 강경애, 『인간문제』 (소담출판사, 2001)
- 김정화, 『강경애 연구』 (범학사, 2000)
- 권영민, 『한국현대문학사』 (민음사, 2005)
- 이경언, 《한국근대소설논고》 (형설출판사, 1983)
- 강경애, 《강경애 전집》 (이상경 역, 소명출판, 1999)
- 임금복, 《현대 여성소설의 페미니즘 정신사》 (도서출판 새미, 2000)
- 이재선, 《한국현대소설사》 (홍성사, 1979)
- 구인환, 『한국문학 그 양상과 지표』, (삼영사, 1978)
- 안숙원, 《강경애 연구》 (서강대학교 대학원, 1976)
- 이규희, 《강경애론》(이화여자대학교 대학원, 1974)
- 임선애, 《여성작가와 문학적 글쓰기》, (아세아문화사, 2006)
- 임선애, 《강경애 소설연구》, (영남대학교 대학원, 1983)
- 이강엽·이상진, 《테마로 읽는 우리 소설》 (이치, 2008)
- 이현주, 《강경애 소설 연구》 (울산대 교육대학원, 2009)
- 김인환 외, 《강경애, 시대와 문학》 (랜덤하우스, 2006)
- 정미숙, 《한국 여성 소설 입문》 (태학사, 2002)
- 김남천·강경애 외, 《20세기 한국소설》 (창비, 2005)

## 참고 문헌
- 이 문서에는 다음커뮤니케이션(현 카카오)에서 GFDL 또는 CC-SA 라이선스로 배포한 글로벌 세계대백과사전의 내용을 기초로 작성된 글이 포함되어 있습니다.